# Norton Disney
Norton Disney is een civil parish in het bestuurlijke gebied North Kesteven, in het Engelse graafschap Lincolnshire met 226 inwoners.